# Retrato de Enrique IV de Sajonia y Catalina de Mecklemburgo
El Retrato de Enrique IV de Sajonia y Catalina de Mecklemburgo es una pintura doble del maestro de Renacimiento alemán Lucas Cranach el Viejo, fechado en 1514,  ahora albergado en el Gemäldegalerie Alte Meister de Dresde, Alemania.
El trabajo fue el primer retrato oficial de Cranach, y describe a Enrique IV, duque de Sajonia, y al lado, a su mujer, Catalina de Mecklemburgo, en tamaño real. Ambos llevan vestidos profusamente decorados, y ornamentos que recuerdan sus escudos de armas.
Enrique, pintado con su perro de caza, está retratado en el acto de empuñar su espada. El tablero de Catalina contiene un cartucho con las iniciales de Cranach, el año de ejecución y una culebra alada, el símbolo del taller del pintor.